# João Mosco
João Mosco (em grego:  Ιωάννης Μόσχος; em latim: Joannes Moschus - ca. 550 - 619), nome que deriva do em grego clássico: ὁ τοῦ Μόσχου; romaniz.: ho tou Moschou – trad.: “"filho de Mosco"”, foi um monge bizantino e um escritor asceta.

## Biografia
João nasceu por volta de 550, provavelmente em Damasco e foi chamado de "abstêmio" (ho eukratas). Ele viveu, na sequência, no mosteiro de são Teodósio (hoje Deir Dosi) em Jerusalém, entre os eremitas no vale do Jordão e na Nova Laura de São Sabé, a sudeste de Belém.
Por volta de 578, ele foi ao Egito com Sofrônio (futuro Patriarca de Jerusalém) e chegou até o Grande Oásis. Depois de 583, ele foi até o Monte Sinai e lá passou dez anos na Laura dos aeliatae. Em seguida, ele visitou os mosteiros perto de Jerusalém e do Mar Morto. Em 604, ele foi até Antioquia, mas retornou ao Egito em 607 Em seguida ele foi para Chipre e, em 614 - 615, para Roma, onde morreu, em 619.
Em seu leito de morte, ele pediu à Sofrônio que o enterrasse, se possível, no Monte Sinai ou, caso não, no mosteiro de São Teodósio, em Jerusalém. Como o Sinai fora recentemente invadido pelos árabes, ele acabou sendo sepultado no mosteiro.

## Obras
Ele é o autor de uma das mais antigas obras hagiográficas, chamada "Leimon" (Pratum spirituale - "Prados espirituais"), algumas vezes abreviada como "Prat.Spirit". Nela, ele narra suas experiências pessoais com os ascetas que encontrou durante as suas viagens e repete as suas histórias edificantes que estes mesmos ascetas contaram para ele.
Ainda que a obra esteja livre de discriminação crítica e repleta de milagres e visões extáticas, ela nos dá uma visão clara das práticas do monasticismo oriental, contém importantes informações sobre os cultos e cerimônias religiosas da época e nos apresenta numerosas heresias que ameaçavam a igreja no oriente.
Ela foi publicada pela primeira vez por Frontom du Duc no Auctarium biblioth. patrum,, I (Paris, 1624), 1057-1159. Uma outra edição, melhor, foi editada por Cotelier em sua Ecclesiae Graecae Monumenta, II (Paris, 1681), reeditada por Migne em sua Patrologia Graeca. LXXXVII, III, 2851-3112. Uma tradução latina, por Ambrose Traversari, foi editada por Migne, em P.G. LXXIV, 121-240).
Em conjunto com Sofrônio, Mosco escreveu uma biografia de João, o Esmoleiro, um fragmento da qual está preservado no primeiro capítulo de "Vita S. Joanni Eleemosynarii", por Leôncio de Neápolis, sob o nome de Simeão Metafrastes (P.G., CXIV, 895-966).